# Bobby Wilson (cestista 1951)
Robert E. Wilson, detto Bobby (Indianapolis, 15 gennaio 1951), è un ex cestista statunitense, professionista nella NBA, in Italia e in Francia.

## Carriera
Venne selezionato dai Chicago Bulls al terzo giro del Draft NBA 1974 (52ª scelta assoluta).

## Palmarès
- Miglior marcatore AABA (1978)
- CBA Newcomer of the Year (1980)
- All-CBA Second Team (1980)
- Miglior tiratore di liberi CBA (1980)